# Денис
Дени́с — мужское личное имя, распространённое в России.
До начала XX века имя Дени́с являлось только лишь народной формой церковного имени Дионисий, нарекаемого при крещении.
Современное имя Денис произошло от др.-греч. Διονύσιος и греч. Διόνυσος, означающего «принадлежащий, посвящённый Дионису». Дионис — олимпийский бог виноградарства, виноделия, плодородия, вдохновения, производительных сил природы в древнегреческой мифологии.

## Написание, произношение имени Денис в других языках
- В англоязычных странах распространены мужская форма Де́ннис (англ. Dennis) и женская Дени́з (англ. Denise). Мужское имя Дени́с (англ. Denis) сохранилось лишь для обозначения исторических персонажей.
- англ. Denis — Де́нис
- араб. دِينِيس‎ — Дини́с.
- греч. Διόνυσος, Διώνυσος, Δένις — Дио́нисос, Де́нис.
- арм. Դիոնիսոս — Дионисос.
- укр. Денис — Дэныс.
- бел. Дзяніс — Дзяни́с.
- фр. Denis — Дени́.
- порт. Dinis — Дини́ш.
- пол. Dionizy — Дёнизы.
- венг. Dénes — Де́неш.
- ирл. Donnchadh — Доннхад.
- итал. Dionigi — Дьони́джи.
- норв. Dennis — Де́ннис.
- чеш. Denis — Де́нис.
- дат. Dennis — Де́ннис.
- нем. Dennis — Де́ннис.
- эсп. Denizo.
- нидерл. Dennis — Де́ннис.
- словац. Denis — Де́ннис.
- швед. Dennis — Де́ннис.
- вьет. Dennis.
- исп. Dionisio — Диони́сио.
- удм. Денис.
- тур. Deniz — (Де́низ — море).
- ивр. דניס‎ — Де́нис.

## Именины
Даты по новому стилю (старому стилю):
- 17 января (4 января) — священномученик Дионисий Ареопагит — епископ Афинский.
- 6 февраля (24 января) — преподобный Дионисий.
- 23 марта (10 марта) — два мученика Дионисий.
- 28 марта (15 марта) — два мученика Дионисий.
- 29 марта (16 марта) — праведный Дионисий.
- 4 мая (21 апреля) — мученик Дионисий Пергийский.
- 19 мая (6 мая) — мученик Дионисий.
- 25 мая (12 мая) — преподобный Дионисий Радонежский.
- 31 мая (18 мая) — мученик Дионисий Лампсакийский.
- 14 июня (1 июня) — преподобный Дионисий, игумен Глушицкий.
- 16 июня (3 июня) — мученик Дионисий.
- 8 июля (25 июня) — преподобный Дионисий Афонский.
- 9 июля (26 июня) — святитель Дионисий — архиепископ Суздальский.
- 17 августа (4 августа) — мученик Дионисий — один из семи отроков Эфесских.
- 31 августа (18 августа) — священномученик Дионисий.
- 10 сентября (28 августа) — преподобный Дионисий иеромонах, затворник Печерский.
- 12 сентября (30 августа) — преподобный Дионисий Островский.
- 18 сентября (5 сентября) — мученик Дионисий.
- 16 октября (3 октября) — священномученик Дионисий Ареопагит — епископ Афинский и преподобный Дионисий иеромонах, затворник Печерский.
- 18 октября (5 октября) — священномученик Дионисий, епископ Александрийский.
- 28 октября (15 октября) — святитель Дионисий — архиепископ Суздальский.
- 4 ноября (22 октября) — мученик Дионисий — один из семи отроков Эфесских.
- 14 ноября (1 ноября) — преподобномученик Дионисий Афонский.
- 2 декабря (19 ноября) — мученик Дионисий.
- 12 декабря (29 ноября) — священномученик Дионисий, епископ Коринфа.
- 30 декабря (17 декабря) — святитель Дионисий, архиепископ Егинский.

## Фамилии, образованные от имени
От имени Денис образована русская фамилия Денисов, Денисенко, Денисенков.